# Serra Dolcedorme
Serra Dolcedorme (2.267 m s.l.m.) costituisce la cima più elevata del massiccio del Pollino, oltre che dell'Appennino meridionale e della Calabria. È situata in Calabria, a cavallo tra i territori comunali di Castrovillari e Cerchiara, a non molta distanza dal confine con la Basilicata.

## Descrizione
Molto ripido il versante meridionale, che si getta nella Piana di Sibari, caratterizzato da una grandiosa parete, la più imponente dell'Italia meridionale.
Il versante lucano, segnato dall'ampia curva arcuata che dai 2.247 metri dell'anticima nord-occidentale digrada bruscamente verso i 1.872 metri del Passo delle Ciavole, racchiude la conca della Fossa del Lupo, uno dei circhi glaciali più imponenti del massiccio, alla cui base si stende il vasto e luminoso altopiano denominato Piano di Pollino. Quest'ultimo, con la più alta Piana del Pollino e col più basso Piano di Toscano, va a costituire i più noti piani di Pollino. La sua prominenza topografica è di 1.715 m.

### Glacialismo
Il suo attuale profilo risulta fortemente modellato dall'azione di antichi ghiacciai, le cui tracce più evidenti si rinvengono sul versante nord-occidentale, con la conca denominata fossa del Lupo, antica zona di accumulo delle masse ghiacciate che alimentavano l'imponente ghiacciaio del Frido.
I ghiacciai in ritiro, oltre ai depositi morenici, hanno abbandonato massi di notevoli dimensioni, i cosiddetti massi erratici. Caratteristici perché isolati e lontani da probabili punti di caduta, sono facilmente osservabili sui piani di Pollino e di Acquafredda ad un'altitudine compresa tra i 1.800 e i 2.000 metri di quota.
Nevai stagionali, alcuni dei quali, di notevoli dimensioni, fondono del tutto solo in avanzata stagione estiva, sono presenti su tutte le vette più alte del massiccio, quindi anche sulla lunga e acuminata cima del Dolcedorme. Sul monte Pollino, tuttavia, nell'avvallamento immediatamente a sud rispetto alla cima, nei pressi di un'antica dolina, ne sorge uno che è facile scorgere anche a fine agosto. Il 9 ottobre 2010 presso il suddetto nevaio è stato installato un rilevatore di temperatura per un monitoraggio diretto del microclima.